# アレックス・オノルド
アレックス・オノルド（Alex Honnold、1985年8月17日 - ）はアメリカのロッククライマー/フリークライマー。ビッグウォールのフリークライミングで知られる。エル・キャピタンのノーズの最速登攀記録（2012年）や、パタゴニアのフィッツ・ロイの縦走記録（2014年）などをもつ。

## 経歴
カリフォルニア州サクラメント出身。10歳のときにクライミングを始めた。マイラ・ローマ・ハイスクールを優秀な成績（GPA 4.7）で卒業し、カリフォルニア大学バークレー校に入学した。19歳で大学を中退し、以降バンでの生活を続けながらクライミングに専念する。
2010年、クライミングマガジンが主宰するゴールデン・ピトン賞を受賞した。2011年11月、ハンス・フローリンと共にヨセミテ国立公園エル・キャピタンのノーズを2時間37分30秒で登攀したが、当時の最速記録には45秒及ばなかった。翌2012年6月、再度挑戦し、2時間23分46秒の最速記録を打ち立てた。2014年2月にはトミー・コールドウェルとともにパタゴニアのフィッツ・ロイの完全縦走に成功し、ピオレドール賞を受賞した。
2017年6月に行ったエル・キャピタンのフリークライミング挑戦に密着したドキュメンタリーが、映画『フリーソロ』として2018年に公開された。同作品は第91回アカデミー賞長編ドキュメンタリー映画賞をはじめ、2018年トロント国際映画祭、2019年英国アカデミー賞など、 20以上の賞を獲得した。

## 主な登攀歴

### ビッグウォール・クライミング
いずれもヨセミテ国立公園
- 2012年5月 ハーフドーム 1時間22分（フリーソロ）[12]
- 2012年6月 トリプルクラウン（ワトキンス山〜エル・キャピタン〜ハーフドーム） 18時間50分（ソロ）[12]
- 2012年6月 エル・キャピタンノーズ 最速記録2時間23分46秒（ハンス・フローリンと）[1][2]
- 2018年、エル・キャピタン (ヨセミテ)を、命綱も安全装置も使わないフリークライミングで登頂に成功。

### ボルダリング
いずれもカリフォルニア州ビショップ
- 2010年 アンブロージア: 8A(V11) 第二登[13]
- 2012年 トゥー・ビッグ・トゥー・フレイル: 7C+(V10) あるいは 8B(5.13d) 初登[14]

### その他（縦走など）
- 2009年4月 ボルネオ島キナバル山 ローズガリー峡谷 初登[15]
- 2014年2月 パタゴニア フィッツ・ロイ 初縦走（トミー･コールドウェルと。2015年ピオレドール賞受賞。）[9][10]

## 著書
- 堀内瑛司 訳『アローン・オン・ザ・ウォール 単独登攀者、アレックス・オノルドの軌跡』ロバーツ・ディヴィッド共著（山と溪谷社, 2016年）ISBN 9784635340311